# Manturovo (Oblast' di Kursk)
Manturovo (in russo Мантурово?) è un villaggio della Russia europea, nell'oblast' di Kursk; è il centro amministrativo del distretto Manturovskij.